# شهرستان دیکنسون
شهرستان دیکنسون (به انگلیسی: Dickenson County) یک منطقهٔ مسکونی در ایالات متحده آمریکا است که در ویرجینیا واقع شده‌است. شهرستان دیکنسون ۸۶۵٫۰۶ کیلومتر مربع مساحت و ۱۵٬۹۰۳ نفر جمعیت دارد.